# 王遐 (东晋)
王遐（？—？），字桓子，太原郡晋阳县（今山西省太原市）人，骠骑将军王述的堂叔，东晋外戚、官员。

## 生平
王遐年轻时以高门贵族的身份官至光祿勳。宁康初年，王遐以追尊皇后父亲的身份，被追赠特进、光禄大夫，加散骑常侍，谥号靖。

## 家庭

### 子女
- 王简姬，嫁会稽王司马昱，追尊顺皇后
- 王恪，东晋领军将军
- 王臻，东晋崇德卫尉

### 孙子
- 王欣之，东晋豫章郡太守
- 王欢之，东晋广州刺史